# Paedocypris
Paedocypris és un gènere de peixos, membres de la família de les carpes.
Les femelles adultes d'una de les dues espècies d'aquest genus (Paedocypris progenetica) creixen només fins als 7.9 mm, convertint-se així en els peixos i els vertebrats més petits coneguts. A més mostren un dimorfisme sexual remarcable, els mascles posseeixen unes aletes dorsals modificades que hipotèticament serveixen com a estri de subjecció, cosa que suggereix un mode reproductiu poc usual.
A pesar de la seva mida reduïda és un vertebrat complet, però mostra diverses adaptacions, la més significativa és que no disposa de protecció òssia per al seu cervell, és a dir, no té crani.
El seu hàbitat són els aiguamolls de torba de l'illa de Sumatra a Indonèsia actualment en perill d'extinció. La seva petita mida li permet sobreviure sequeres extremes atès que també pot viure en petits tolls d'aigua molt àcida. S'ha trobat en aigües fosques amb una acidesa de fins a pH 3.
El primer exemplar el van trobar el 1996 els científics Maurice Kottelat (de Suïssa) i Tan Heok Hui del Museu de recerca de la biodiversitat de Singapur.